# 腾冲文庙
腾冲文庙，即腾越厅（原腾越州）文庙，位于云南省保山市腾冲市腾越街道秀峰社区黉学小区180号及砚塘小区，始建于明成化十六年（1480年），清康熙四十四年（1705年）迁今址，后多次重修。现存泮池、棂星门、大成门、大成殿、两庑、启圣宫:176-177。腾冲文庙坐南向北，布局为右庙左学。大成殿五开间，重檐歇山顶建筑。:105-1071998年11月13日公布为第五批云南省文物保护单位。